# Муниципальный округ (Франция)

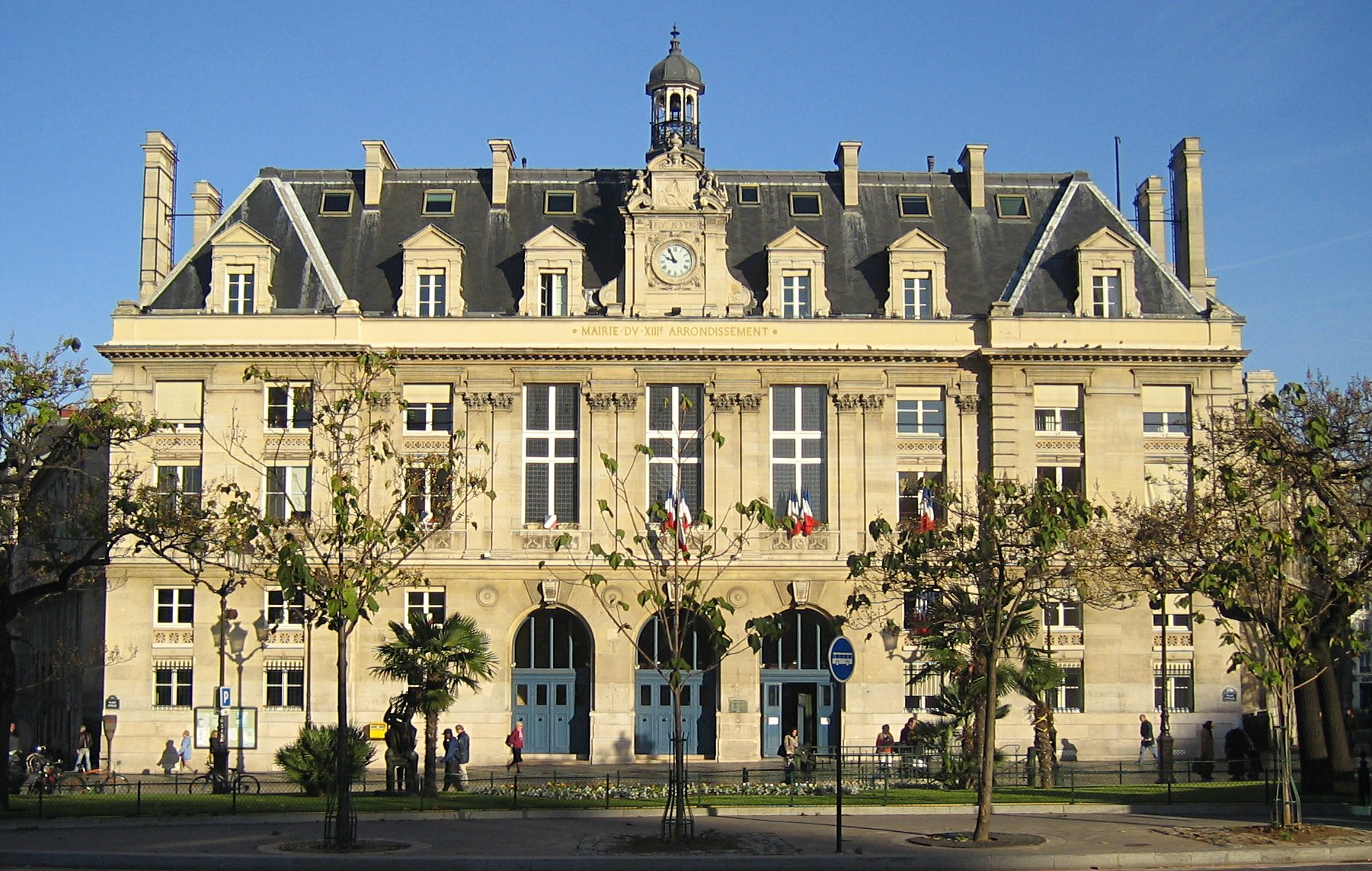
Мэрия 13-го муниципального округа (аррондисмана) Парижа

Муниципа́льный о́круг (фр. arrondissement municipal) — единица административно-территориального деления крупнейших французских городов: Парижа, Лиона и Марселя.

## История
В 1795 году Париж был разделён на 12 муниципальных округов. Число округов увеличилось до 20 во время расширения города в 1860 году.
Деление Лиона на муниципальные округа произошло в 1852 году. Первоначально существовало 5 округов. С 1867 по 1964 год число округов постепенно увеличивалось. В настоящее время в Лионе 9 муниципальных округов.
Марсель был разделён на 16 муниципальных округов в 1946 году.